# Улица Касаткина (Москва)
Улица Каса́ткина — улица на севере Москвы в Алексеевском районе Северо-Восточного административного округа. Отходит на восток от проспекта Мира и заканчивается у железнодорожных путей.

## История
Изначально улица именовалась 1-м проездом Алексеевского студгородка. Студенческий городок был построен в 1928 году близ села Алексеевское, которое вошло в черту Москвы в начале XX века. В 1966 году улица была переименована в память академика живописи, народного художника РСФСР Николая Алексеевича Касаткина (1859—1930). Художник жил неподалёку от этой улицы (Ростокинский проезд, дом 3).
Помимо 1-го проезда Алексеевского студгородка в состав улицы Касаткина была включена улица Фабричная линия.

## Расположение
Улица Касаткина начинается от дублёра проспекта Мира напротив северного входа ВДНХ, и от статуи «Рабочий и колхозница», проходит на юго-восток параллельно улице Бориса Галушкина, пересекает Ярославскую улицу, заканчивается на Рижском проезде около железнодорожных путей Ярославского направления (перегон Маленковская—Яуза).

## Учреждения и организации

Вывески на проходной ОКБ имени А. М. Люльки

- Дом 1Б — РСУ «Комфорт», Бабушкинское РСУ;
- Дом 1, строение 1 — Центр непрерывного художественного образования;
- Дом 1, строение 2 — НПО по проектированию, монтажу и эксплуатации инженерных систем для санитарии и гигиены;
- Дом 3А — завод «Стрела»;
- Дом 3 — Всероссийский научно-исследовательский испытательный институт медицинской техники ФГУ; студия «Пенаты-ТВ»; общественная организация Академия медико-технических наук;
- Дом 7 — городская клиническая больница № 40; 1 филиал городской поликлиники № 12;
- Дом 7, корпус 8 — городская клиническая больница № 40: патолого-анатомическое отделение;
- Дом 8 — Комбинат школьного питания ГУП; производственно-торговая фирма «Диланес»; ресторан выездного обслуживания «Калитники»;
- Дом 9 (ранее корпус дома № 7) — детская городская поликлиника № 99
- Дом 11 — СКТБ башенного краностроения; Кранприборсервис;
- Дом 11, строение 4 — студия озвучивания и дубляжа «Iyuno Russia» (с 2013 года);
- Дом 15 — проходная Научно-технического центра и Опытно-конструкторского бюро имени А. М. Люльки
- Дом 16 — КСК «Сатурновец»;
- Дом 18, строение 1 — Центральное духовное управление мусульман России;
- Дом 19 — теннисный клуб
- Дом 20 — медсанчасть № 23
- Дом 23 — Школа водных видов спорта МГПУ

## Общественный транспорт
На участке улицы от проспекта Мира до проектируемоего проезда № 707 пролегает часть трассы автобусного маршрута № 286, на данном маршруте имеется одноимённая остановка.